# Schweizer Fussball-Regionalcups 2012/13
Die 13 regionalen Fussballverbände der Schweiz, die dem Schweizerischen Fussballverband (SFV) angegliedert sind tragen jährlich einen jeweils regionalen Cupwettbewerb aus. Teilnahmeberechtigt sind theoretisch alle Vereine von der sechstklassigen 2. Liga bis hin zur 5. Liga, der neunten und untersten Liga im Schweizerischen Spielbetrieb, es darf jedoch nur maximal ein Team eines Vereins teilnehmen.
Die 13 Sieger der Cups sind dabei für die 1. Hauptrunde des Schweizer Cups qualifiziert. Gewinnt eine 2. Mannschaft eines Vereins den regionalen Cup, so geht das Startrecht für den Schweizer Cup an die 1. Mannschaft über.
In der Spielzeit 2012/13 werden so die regionalen Cupsieger und Teilnehmer des Schweizer Cups der Saison 2013/14 erkoren.
| Regionale Cupfinals der Saison 2012/13 | Regionale Cupfinals der Saison 2012/13      | Regionale Cupfinals der Saison 2012/13 | Regionale Cupfinals der Saison 2012/13 | Regionale Cupfinals der Saison 2012/13 | Regionale Cupfinals der Saison 2012/13 |
| Datum                                  | Verband                                     | Austragungsort                         | Heimmannschaft                         | Ergebnis                               | Gastmannschaft                         |
| -------------------------------------- | ------------------------------------------- | -------------------------------------- | -------------------------------------- | -------------------------------------- | -------------------------------------- |
| 09.05.2013                             | Aargauischer Fussballverband                | Widen                                  | FC Baden 2 (3. L)                      | 0:3                                    | FC Suhr (2. L)                         |
| 18.06.2013                             | Fussballverband Bern/Jura                   | Montsevelier                           | FC Val Terbi (3. L)                    | 0:3                                    | FC Schönbühl (2. L)                    |
| 25.06.2013                             | Fussballverband Bern/Jura                   | Cornol                                 | FC Cornol (3. L)                       | 2:0                                    | AS Italiana Bern (3. L)                |
| 18.05.2013                             | Innerschweizerischer Fussballverband        | Luzern                                 | SC Obergeissenstein (3. L)             | 2:1                                    | FC Willisau (2. L)                     |
| 09.05.2013                             | Fussballverband Nordwestschweiz             | Riehen                                 | FC Dardania Basel (3. L)               | 2:5                                    | FC Reinach (3. L)                      |
| 14.05.2013                             | Ostschweizer Fussballverband                | Kreuzlingen                            | AS Calcio Kreuzlingen (3. L)           | 10:9 n. P.                             | FC Ems (2. L)                          |
| 15.05.2013                             | Ostschweizer Fussballverband                | Henau (Uzwil)                          | FC Henau (3. L)                        | 1:3 n. P.                              | FC Amriswil (2. L)                     |
| 09.05.2013                             | Solothurner Fussballverband                 | Mümliswil-Ramiswil                     | FC Mümliswil (3. L)                    | 3:4                                    | SC Fulenbach (2. L)                    |
| 29.06.2013                             | Fussballverband Region Zürich               | Kloten                                 | FC Wallisellen (3. L)                  | 4:5                                    | FC Bassersdorf (2. L)                  |
| 30.05.2013                             | Federazione ticinese di calcio              | Caslano                                | AS Castello (2. L)                     | 0:1                                    | SC Balerna (2. L)                      |
| 21.06.2013                             | Freiburger Fussballverband                  | Grandvillard                           | FC Châtonnaye/Mides (3. L)             | 0:2                                    | FC Murten (2. L)                       |
| 05.06.2013                             | Association cantonale genevoise de football | Bernex                                 | FC Aïre-le-Lignon (3. L)               | 0:3                                    | FC Veyrier Sports (2. L)               |
| 19.06.2013                             | Association neuchâteloise de football       | Cortaillod                             | FC Cortaillod (2. L)                   | 0:4                                    | FC La Chaux-de-Fonds (2. L)            |
| 19.05.2013                             | Association cantonale vaudoise de football  | Lausanne                               | FC Vevey Sports 05 (2. L)              | 4:1                                    | FC Crans (3. L)                        |
| 08.05.2013                             | Walliser Fussballverband                    | Savièse                                | FC Savièse (2. L)                      | 2:1                                    | FC Saint-Maurice (2. L)                |

| Kennzeichnung der Ligen | Kennzeichnung der Ligen |
| ----------------------- | ----------------------- |
| (2. L)                  | 2. Liga (Spielklasse 6) |
| (3. L)                  | 3. Liga (Spielklasse 7) |
| (4. L)                  | 4. Liga (Spielklasse 8) |
| (5. L)                  | 5. Liga (Spielklasse 9) |